# Phalsbourg
Phalsbourg (německy Pfalzburg) je francouzská obec v departementu Moselle v regionu Grand Est. Město je obehnáno Vaubanovým opevněním. Ve městě sídlí společnost FM Logistic.

## Poloha
Obec Phalsbourg se nachází v severních Vogézách. Na její území zasahuje přírodní park Vosges du Nord a přeshraniční francouzsko-německá biosférická rezervace Vosges du Nord – Pfälzerwald. Phalsbourg obklopují obce Vilsberg na severu, Danne-et-Quatre-Vents na východě, Lutzelbourg na jihu, Dannelbourg na jihozápadě a Mittelbronn na západě.

## Historie
Město Phalsbourg založil rýnský falckrabě Jiří Jan Veldenz (1543-1592) díky věnu své manželky Anny Marie, dcery švédského krále Gustava I. Vasy. Založení mělo povzbudit příchod protestantů do výhradně katolického lotrinského vévodství. Protestantský falckrabě měl panství La Petite-Pierre se zámkem Einhartzhausen, které činilo protestantskou enklávu v Lotrinsku. Nechal vybudovat město na šachovnicovém půdorysu jako symbol pořádku a modernosti. Nové obyvatele osvobodil od platby daní. Založení města povolil 27. září 1570 císař Maxmilián II. Město bylo pojmenováno Pfalzburg, jako spojení Rýnské Falce (Pfalz) a pevnosti (Burg).

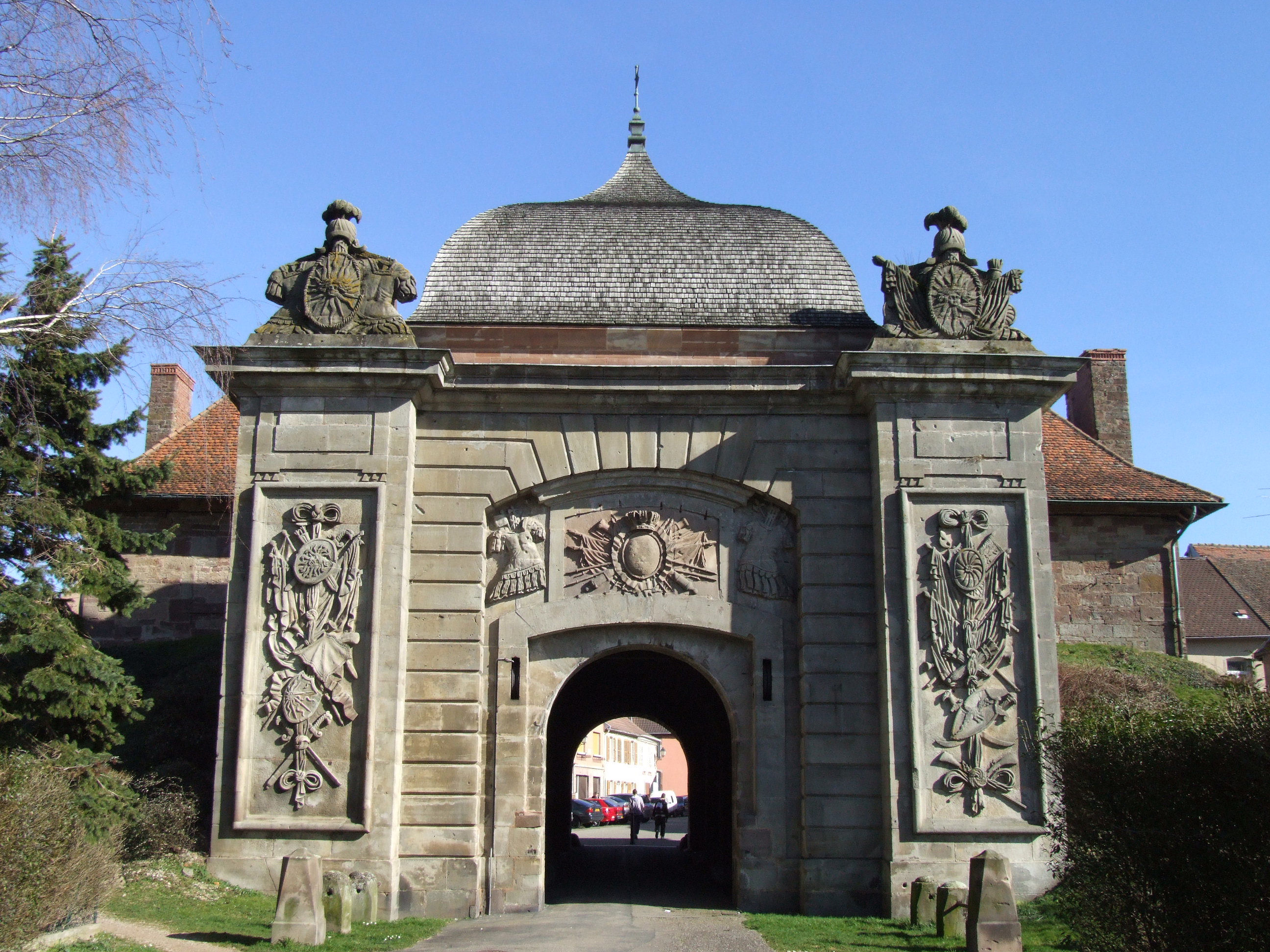
Francouzská brána, součást městského opevnění

Nicméně z finančních důvodů bylo město roku 1590 postoupeno lotrinskému vévodovi, který se snažil protestantství potlačovat, což vyvolávalo odpor obyvatel. Další falckrabě Jiří Gustav založil v roce 1608 město Lixheim, které mělo stejný osud.
Lixheim a Phalsbourg tvořily na krátkou dobu závislé knížectví (1629-1660) pro Henriettu Lotrinskou, sestru vévody Karla IV. Lotrinského. Lotrinsko bylo v letech 1634-1697 téměř nepřetržitě obsazeno francouzskými vojsky, proto byly městské hradby přestavěny a doplněny podle Vaubanových plánů.
Město bylo v 19. století třikrát obléháno (1814, 1815 a 1870) a vysloužilo si přezdívku Pépinière des Braves (Líheň udatných). Po prusko-francouzské válce připadl Phalsbourg Francii. Na základě Frankfurtské smlouvy ale bylo město připojeno k Německému císařství. Město bylo přejmenována na Pfalzburg a stalo se součástí kraji Saarburg v nově zřízené říšské zemi Alsasko-Lotrinsko. V roce 1914 tak zdejší branci byli povoláni do německého vojska.
V roce 1918 se Phalsbourg vrátil opět Francii. Dne 22. srpna 1919 prezident Raymond Poincaré udělil městu rytířský kříž Řádu čestné legie za jeho hrdinské akce během obléhání v roce 1870.
Během druhé světové války bylo město anektováno Třetí říší. Opět bylo přejmenováno na Pfalzburg a bylo připojeno k župě Westmark. Město bylo osvobozeno 7. americkou armádou 23. listopadu 1944.
V roce 1953 americké letectvo zahájilo výstavbu vojenské letecké základny. Američané ji používali do roku 1967, kdy Francie odstoupila z vojenských struktur NATO. Dnes základnu využívá 1. pluk bojových vrtulníků.

## Vývoj počtu obyvatel
Počet obyvatel

## Pamětihodnosti

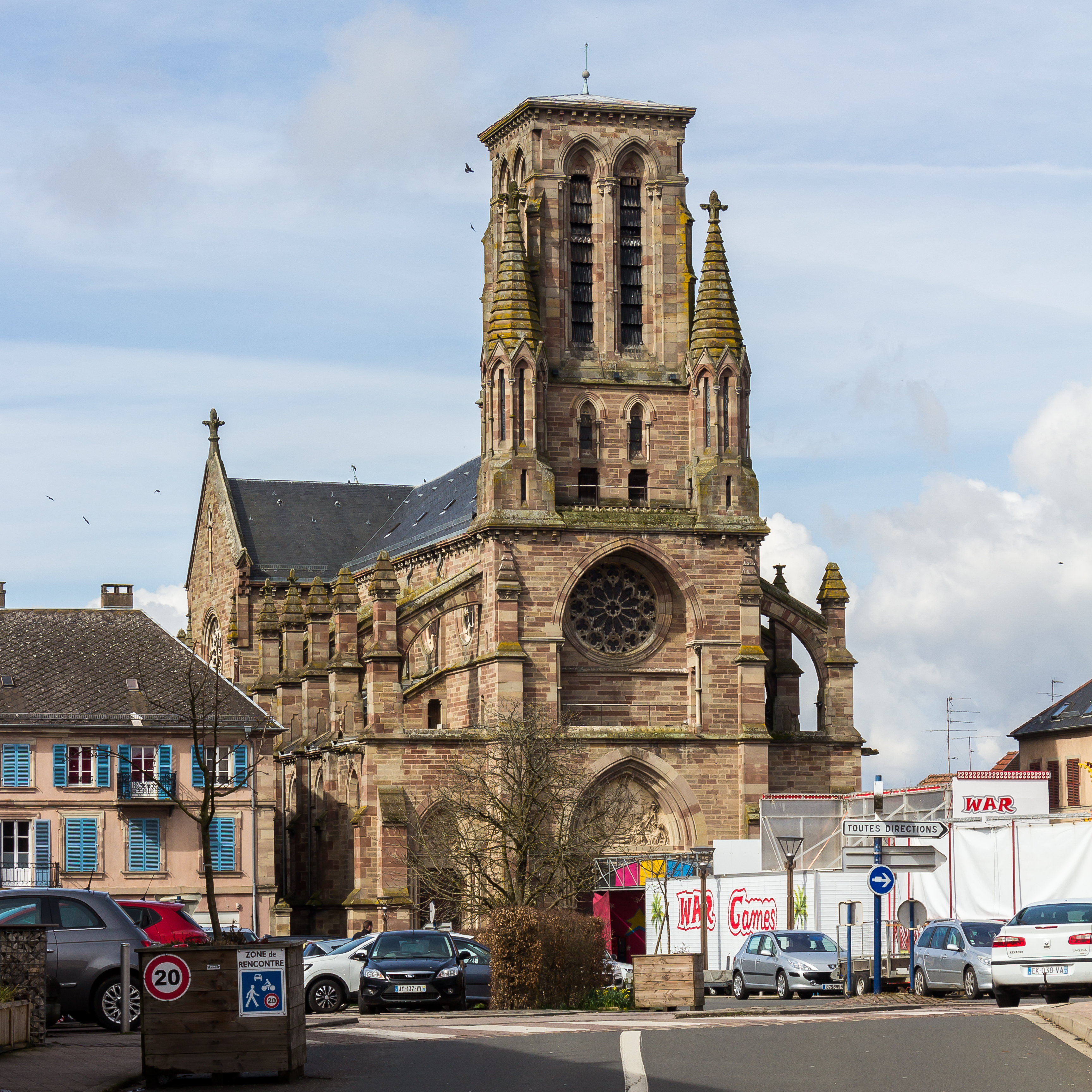
Kostel Nanebevzetí Panny Marie

- Muzeum historie a Erckmann-Chatrian
- městské brány, které jsou součástí Vaubanova opevnění zahájeného roku 1679
- zámek Einhartzhausen, hrad založil roku 1390 hrabě Jindřich Lutzelstein na ochranu horského průsmyku ve Vogézách. V roce 1568 jej Jiří Jan Veldenz nechal přestavět na renesanční zámek. V roce 1588 ho koupil vévoda Karel III. Lotrinský. Zámek je chráněn jako historická památka
- radnice (Hôtel de Ville) – bývalá kasárna, historická památka
- soubor domů na náměstí Place d'Armes je rovněž chráněn jako historická památka
- novogotický kostel Nanebevzetí Panny Marie z roku 1876, fasáda památkově chráněna
- luteránský kostel, bývalý taneční sál přeměněný na kostel roku 1829
- synagoga z roku 1857 na místě starší z roku 1772, zrušená v roce 2008
- židovský hřbitov založený roku 1796, rozšířený v letech 1867-1871

## Slavní rodáci
- Georges Mouton de Lobau (1770-1838), Napoleonův generál
- Jean Duppelin (1771-1813), francouzský generál
- François-Joseph Gérard (1772-1832), francouzský generál
- Jean-Baptiste-Adolphe Charras (1810-1865), francouzský důstojník, spisovatel a politik
- Émile Erckmann (1822-1899) a Alexandre Chatrian (1826-1890), francouzští spisovatelé
- rodina Lazardova, která založila banku Lazard
- Rolf Detmering (1889-1964), německý generál
- Nicolas Krick (1819-1854), misionář Společenství zahraničních misií, zemřel v Tibetu
- Augustin Schoeffler (1822-1851), misionář, jako mučedník kanonizován